# راي جاكوبس (لاعب كرة قاعدة)
راي جاكوبس (بالإنجليزية: Ray Jacobs)‏ هو لاعب كرة قاعدة أمريكي، ولد في 2 يناير 1902، وتوفي في 5 أبريل 1952.

## وصلات خارجية
- راي جاكوبس على موقعبيزبول رفرنس.كوم (الدوري الرئيسي) (الإنجليزية)
- راي جاكوبس على موقعبيزبول رفرنس.كوم (الدوري الثانوي) (الإنجليزية)